# Acacia donaldsonii
Acacia donaldsonii é uma espécie de leguminosa do gênero Acacia, pertencente à família Fabaceae.